# خلية دمعية
الخلية الدمعية (Dacrocyte)هي نوع من الخلايا البكيلة التي تشبه الدمعة. تُعرف الزيادة الملحوظة في عدد الخلايا الدمعية باسم كثرة الكريات الدمعية (dacrocytosis). وتوجد هذه الخلايا المتغيرة الشكل في المقام الأول في الأمراض التي تسبب تليف نخاع العظم، مثل: التليف النقوي الأولي، ومتلازمات خلل التنسج النقوي في المراحل المتأخرة من المرض، والشكل النادر من ابيضاض الدم الحاد، ومرض السحاف النقوي الناجم عن السرطانات النقيلية. ومن الأسباب النادرة التليف النقوي المرتبط بالإشعاع، والسموم، وأمراض المناعة الذاتية، والحالات الأيضية، وفقر الدم الانحلالي الخلقي، وفقر الدم الناجم عن نقص الحديد أو بيتا ثلاسيميا.

خلايا حمراء دمعية

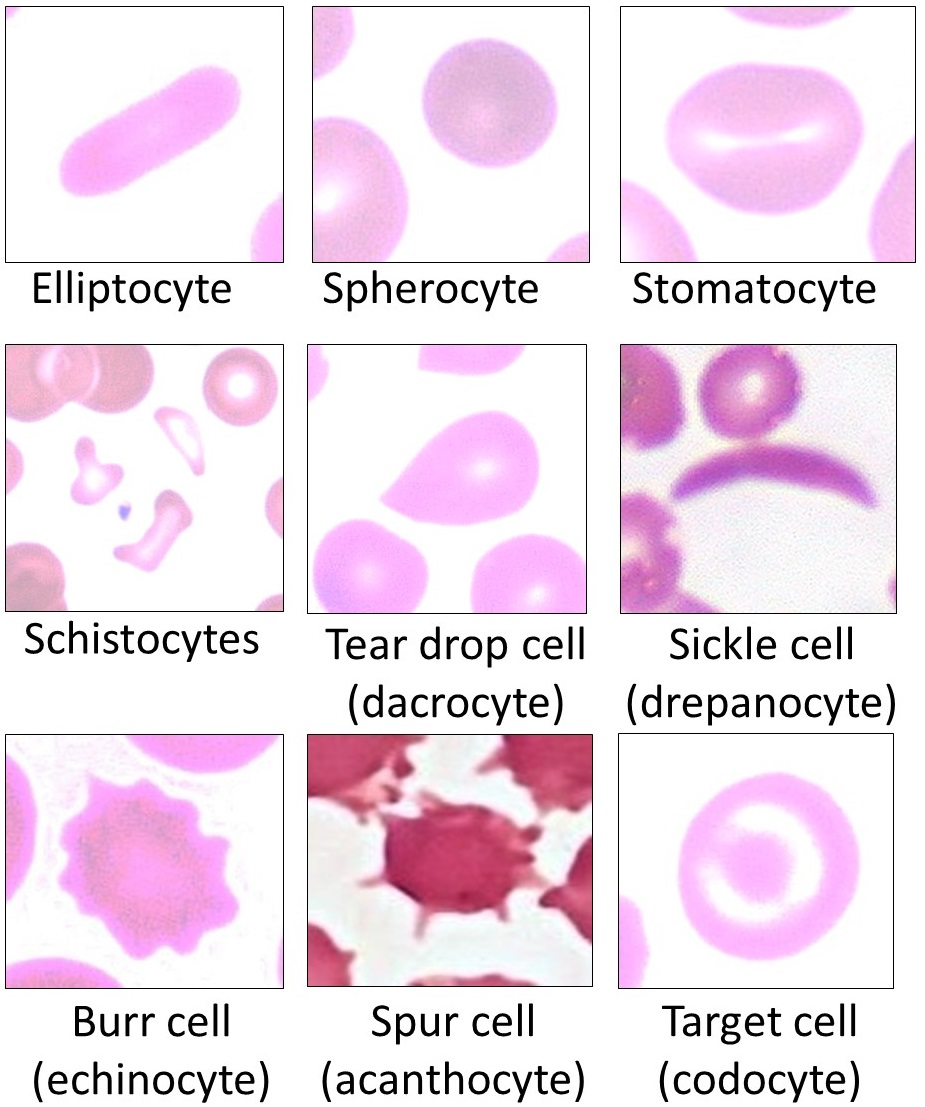
مقارنة بين الخلايا الدمعية والأشكال الأخرى من الخلايا البكيلة